# كاناديان هوت 100
كاناديان هوت 100 (بالإنجليزية: Canadian Hot 100)‏ وهي منظمة تسجيلات موسيقية كندية، تقوم بعرض أفضل التسجيلات الغنائية كل أسبوع على مجلة مجلة بيلبورد وقد تم تأسيسها في سنة 2007.

## الأغاني التي حصلت على أكبر عدد من الأسابيع في المرتبة الأولى
19 أسبوعًا
- ليل ناس X يضم بيلي راي سايروس - «طريق المدينة القديمة» (2019)

16 أسبوعًا
- بلاك آيد بيز - «لدي إحساس» (2009)
- إد شيران - «شكل لك» (2017)
- لويس فونسي ودادي يانكي يضمون جاستن بيبر - «ديسباسيتو» (2017)

15 أسبوعا
- مارك رونسون يضم برونو مارس - «أبتاون فانك» (2015)

10 أسابيع
- مارون 5 يضم كريستينا اغيليرا - «التحركات مثل جاغر» (2011)
- فاريل ويليامز - « سعيد» (2014)
- دريك - « خطة الله» (2018)
- Maroon 5 يضم كاردي بي - «الفتاة تحبك» (2018)
- رودي ريتش - «الصندوق» (2020